# Norman Warner
Norman Reginald Warner, baron Warner, (né le 8 septembre 1940) est un membre britannique de la Chambre des lords. Fonctionnaire de carrière à partir de 1960, il est créé pair à vie en 1998. Il est sous-secrétaire parlementaire au ministère de la Santé de 2003 à 2007, et ministre d'État au ministère de la Santé de 2005 à 2007. Il est également conseiller auprès de plusieurs sociétés de conseil . Le 19 octobre 2015, Lord Warner démissionne du Labour et devient membre non affilié de la Chambre des lords jusqu'au 1er août 2024.

## Jeunesse et éducation
Warner est né le 8 septembre 1940. Il fait ses études au Dulwich College, une école publique pour garçons à Dulwich, à Londres. Il est diplômé de l'Université de Californie à Berkeley avec une maîtrise en santé publique. De 1983 à 1984, il est Gwilym Gibbon Fellow au Nuffield College d'Oxford.

## Carrière
Après une carrière dans la fonction publique dans une variété de postes à partir de 1960, Warner est directeur des services sociaux pour le conseil du comté de Kent entre 1985 et 1991, et président de la City and East London Family Services Authority de 1991 à 1994. Il préside l'Enquête nationale sur la sélection, le développement et la gestion du personnel dans les foyers pour enfants en 1992.
En 2010, Lord Warner déclare qu'il est conseiller stratégique de PA Consulting Group, pour "des conseils stratégiques relatifs aux activités au Moyen-Orient uniquement".
En 2008, il déclare au Comité spécial de l'administration publique de la Chambre des communes qu'il a « un contrat avec une partie particulière de DLA Piper concernant les infrastructures et les services publics et qui m'oblige à donner des conseils dans ces domaines, y compris un peu de réglementation de la santé ». En 2009, il déclare qu'il est "un conseiller rémunéré du General Healthcare Group " ainsi que "le président de la NHS London Development Agency".

## Carrière politique
Il est créé pair à vie le 29 juillet 1998, prenant le titre de baron Warner, de Brockley dans le quartier londonien de Lewisham. De 1997 à 1998, il est conseiller politique principal du ministre de l'Intérieur Jack Straw et reste conseiller du gouvernement sur la politique familiale après avoir été nommé à la Chambre des Lords.
Il est sous-secrétaire d'État parlementaire au ministère de la Santé de 2003 à 2005, et ministre d'État au ministère de la Santé de 2005 à 2007. Il est nommé au Conseil privé en juin 2006 et prête serment le 19 juillet 2006.
En août 2010, Lord Warner est nommé par le gouvernement de coalition comme commissaire de la Commission sur le financement des soins et du soutien, présidée par Andrew Dilnot. La commission est chargée par le gouvernement d'examiner la façon dont les soins sociaux sont payés en Angleterre. Il recommande que les coûts à vie des personnes soient plafonnés, le gouvernement prenant en charge tous les coûts supplémentaires dépassant le niveau du plafond. En juin 2014, il est nommé commissaire pour superviser les améliorations apportées aux services d'aide sociale à l'enfance du conseil municipal de Birmingham, à la suite d'un examen médiocre du professeur Julian Le Grand.
En octobre 2015, Warner quitte le Labour à la Chambre des Lords et devient membre non affilié. Dans une lettre au leader travailliste Jeremy Corbyn, il écrit que le parti travailliste n'est plus "un parti crédible de gouvernement. . . Les travaillistes ne gagneront une autre élection qu'avec une approche politique qui reconquiert les personnes qui sont passées au vote conservateur et Ukip, ainsi qu'aux verts et au SNP. Il est peu probable que votre approche réalise ce changement.".
Il est président du Youth Justice Board du National Council for Voluntary Organizations et du London Region Sports Board. En 2010, Warner est élu président du Groupe parlementaire humaniste multipartite devenant vice-président en 2015.
Il est membre honoraire de la National Secular Society.
Il quitte la chambre des Lords le 1er août 2024.